# Helena Lopes da Silva
Helena Lopes da Silva (Cabo Verde, 30 de enero de 1949 – Lisboa, 8 de septiembre de 2018) fue una cirujana caboverdiana, luchadora por la liberación de las antiguas colonias portuguesas, activista feminista, fundadora del Bloque de Izquierda y la primera mujer negra en dirigir las elecciones en Portugal.

## Trayectoria
Nacida en Cabo Verde, en el seno de una familia acomodada, Lopes permaneció en el país hasta los once años. En 1967, se trasladó a Portugal para entrar en la universidad. Comenzó su carrera política cuando emigró a Portugal. En Oporto, entró a formar parte de la comunidad estudiantil, se acercó a un grupo trotskista y comenzó a participar en reuniones donde se discutía la lucha por la liberación de las colonias portuguesas, se promovía la formación política y se hablaba de las relaciones de producción, las clases sociales y el proletariado. Fue entrenada en la lucha de liberación nacional de Cabo Verde.
Después de dos años en Oporto, se trasladó a Lisboa para acercarse a sus colegas de Cabo Verde. Cuando llegó a la capital portuguesa, se integró en el Partido Africano para la Independencia de Guinea y Cabo Verde (PAIGC), una organización clandestina durante el Estado Nuevo. Fue miembro de la Liga Comunista Internacionalista y del Partido Socialista Revolucionario (PSR) y, en ambos, Lopes continuó la lucha por causas feministas. Activista de los derechos de la mujer y del derecho a la interrupción voluntaria del embarazo, participó en la creación de la Campaña Nacional de Aborto y Anticoncepción (CNAC), en el grupo "Ser Mujer", en el Movimiento por el Sí a la Despenalización del Aborto y en el movimiento Médicos pela Escolha.
En 1994, Lopes lideró la candidatura del PSR en las elecciones europeas, lo que la convirtió en la primera líder negra de la lista en las elecciones en Portugal. Su campaña dio visibilidad a los problemas del racismo y la xenofobia en Portugal y Europa. Cinco años después, en 1999, fundó el Bloque de Izquierda y fue una de las 248 personas que firmaron la declaración fundacional del partido.
Lopes formó parte del Consejo de Estado de Cabo Verde, habiendo entrado por invitación del Presidente Jorge Carlos Fonseca. En paralelo a su carrera política, se graduó en Medicina en 1975 en la Facultad de Medicina de la Universidad de Lisboa, y realizó intervenciones en cirugía general entre 1981 y 1987. Además, cursó un Master en Gestión Sanitaria por la Escuela Nacional de Salud Pública de la Nueva Universidad de Lisboa.
Entre 1982 y 1983, por invitación de la Junta Directiva de la Escuela de Enfermería de Calouste Gulbenkian, impartió la Cátedra de Patología Médico-Quirúrgica y fue profesora Adjunta Invitada de Cirugía en la Facultad de Medicina de la Universidad de Lisboa desde 1981 hasta 2016. También fue asistente de cirugía de posgrado en el Hospital Santa María (1998-2016) y dirigió el Equipo de Cirugía Ambulatoria 1 durante 20 años.
Como profesora de la Facultad de Medicina, Lopes coordinó un curso sobre suturas, organizado por estudiantes, en un período extracurricular, el "Workshop on AEFMUL Sutures", que continuó coordinando de forma gratuita incluso después de jubilarse. Fue miembro del Colegio de Especialidades Quirúrgicas de la Ordem dos Médicos de Portugal desde 1993, y colaboró y se mantuvo en contacto permanente con la Asociación Médica de Cabo Verde y con el sistema de salud del país.